# Juan José Ibarretxe
Juan José Ibarretxe Markuartu, né le 15 mars 1957 à Laudio, est un homme politique espagnol membre du Parti nationaliste basque (EAJ-PNV). Il est président du gouvernement du Pays basque entre 1999 et 2009.

## Vie personnelle
Il est marié à Begoña Arregui, avec qui il a deux enfants. Il est un grand amateur de vélo et a même présidé un club cycliste à Laudio. Ibarretxe a grandi en parlant seulement la langue espagnole mais parle maintenant assez bien la langue basque.

## Carrière politique
Il détient un diplôme en sciences économiques de l’Université du Pays basque (en basque : Euskal Herriko Unibertsitatea). En 1983, il fut élu membre du Parlement basque pour Laudio, représentant le PNV, et il gravit graduellement les échelons à l’intérieur de son parti. Il fut maire de sa ville natale de 1983 à 1987. De 1986 à 1990 et de 1991 à 1994 il fut le président de la commission économique et budgétaire du PNV. Le 4 janvier 1995, le président basque José Antonio Ardanza le désigna comme vice-président. Il fut nommé candidat présidentiel du PNV le 28 mars 1998 pour le scrutin électoral du 25 octobre 1998. 
Le 2 janvier 1999, il devint le lehendakari ou président de la Communauté autonome du Pays basque. En octobre 2003, il proposa le plan Ibarretxe ou plutôt une Proposition pour la cohabitation au Pays basque au gouvernement espagnol qui prévoit un futur état (le Pays basque), « librement associé » à l'Espagne, avec son propre système légal séparé et une représentation au sein de l'Union européenne (UE). 
Javier Solana, chef espagnol de la politique étrangère de l'Union européenne en février 2005, répondit que le plan ne peut en aucun cas être proposé comme traité dans la Constitution européenne.
Réélu en 2001 et en 2005, il perd le pouvoir en 2009 au profit du Parti socialiste basque (PSE-EE) conduit par Patxi López. À la suite de cette défaite, il fait part de son intention de se retirer de la vie politique.
Une de ses devises était de dire que « le Pays basque ne peut se faire en étant contre tout le monde ». L'interdépendance sans cesse accrue de toutes les régions du monde ne le démentira pas. Toutefois, l'idée sur laquelle s'articulait son fameux plan Ibarretxe était celle d'une meilleure définition du champ des compétences sur lequel cette interdépendance devait reposer une assise de base. Cette dernière doit pouvoir répondre le plus idéalement possible aux connexions locales des solidarités, des initiations sociales et culturelles ainsi qu'à celles des émulations aux innovations durables et à la formation continue. Le doctorat d'économie politique qu'il a obtenu après s'être retiré du monde de la politique en étaye la perspective d'ensemble. Lors des débats parlementaires sur le budget, il avait coutume d'asséner à l'attention de ses adversaires, que tel équilibre ou telle modalité de financement « ne relève pas de la politique mais bien des mathématiques ».(sources : EAJ-PNB Iparralde).